# Kevin Beurle
Le Dr Kevin Beurle (19 janvier 1956 - 29 mai 2009) était un scientifique spatial britannique et programmeur à la Queen Mary University of London (QMUL), qui a joué un rôle clé dans la mission Cassini-Huygens pour étudier Saturne et ses lunes. C'était un spécialiste des systèmes d'imagerie spatiale. Il était le principal programmeur Cassini à la QMUL, développant des logiciels et concevant les séquences d'observation du vaisseau spatial,.

## Biographie
Beurle avait une fille, Angharad, née en 1983, et leur famille est végétarienne depuis 5 générations. Plongeur passionné mais aussi amateur d'autres sports nautiques, il a commencé une formation formelle de plongée en 1997, et s'est formé jusqu'au niveau de PADI Staff Instructor au moment de sa mort. Il était également un alpiniste et un skieur passionné.
En 2005, Beurle était dans le train Ovale lors des attentats manqués du 21 juillet 2005 à Londres.

## Décès
Beurle est décédé le 29 mai 2009 lorsque sa montgolfière est entrée en collision avec une autre, entraînant sa chute de 50 m peu après le décollage en Cappadoce, en Turquie,. Il était le seul mort, bien que d'autres aient subi des blessures graves et, dans un cas, critiques.